# NGC 5597
NGC 5597 est une galaxie spirale barrée située dans la constellation de la Balance. Sa vitesse par rapport au fond diffus cosmologique est de 2 956 ± 18 km/s, ce qui correspond à une distance de Hubble de 43,6 ± 3,1 Mpc (∼142 millions d'al). NGC 5597 a été découverte par l'astronome germano-britannique William Herschel en 1784. 

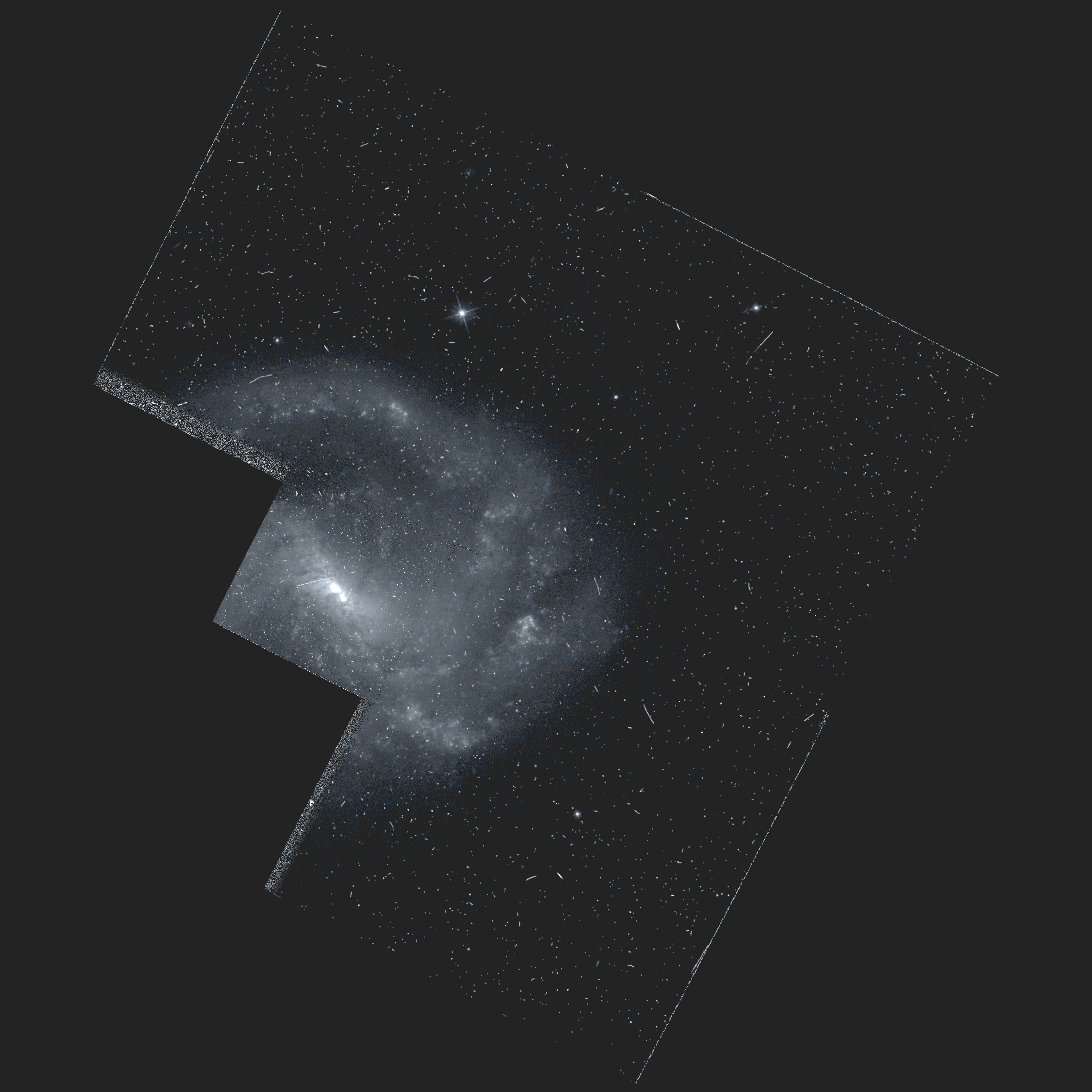
NGC 5597 par le télescope spatial Hubble.

La classe de luminosité de NGC 5597 est III-IV et elle présente une large raie HI. Elle renferme également des régions d'hydrogène ionisé. La luminosité de NGC 5597 dans l'infrarouge lointain (de 40 à 400 µm)  est égale à 2,88 × 1010 {\displaystyle L_{\odot }} (1010,46{\displaystyle L_{\odot }}) et sa luminosité totale dans l'infrarouge (de 8 à 1 000 µm) est de 4,27 × 1010 {\displaystyle L_{\odot }} (1010,63{\displaystyle L_{\odot }}).
À ce jour, une mesure non basée sur le décalage vers le rouge (redshift) donne une distance d'environ 38,600 Mpc (∼126 millions d'al). Cette valeur est légèrement à l'extérieur des valeurs de la distance de Hubble. Notons que c'est avec la valeur moyenne des mesures indépendantes, lorsqu'elles existent, que la base de données NASA/IPAC calcule le diamètre d'une galaxie et qu'en conséquence le diamètre de NGC 5597 pourrait être d'environ 29,1 kpc (∼94 900 al) si on utilisait la distance de Hubble pour le calculer.

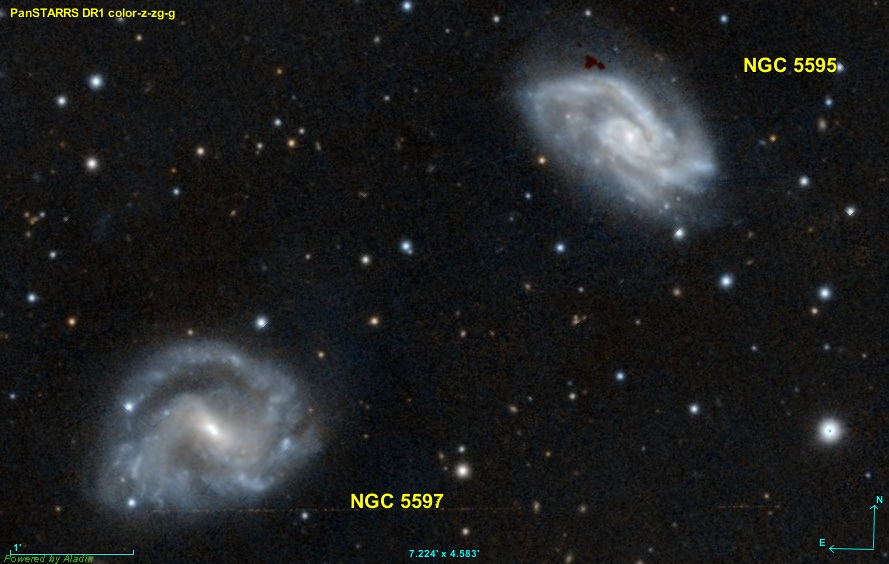
La paire de galaxies NGC 5595 et NGC 5597.

NGC 5595 et NGC 5597 sont des voisines sur la sphère céleste et elles sont à peu près à la même distance de la Voie lactée. Elles apparaissent toutes deux dans l'atlas des galaxies en interaction de Boris Vorontsov-Velyaminov, R.I. Noskova et de Vera Arkhipova.

## Supernova
La supernova SN 2012es a été découverte le 12 août dans NGC 5597 par l'astronome amateur sud africain Berto Monard. Cette supernova était de type IIb. 